# 迪特尔斯海姆-黑斯洛赫
迪特尔斯海姆-黑斯洛赫是德国莱茵兰-普法尔茨州的一个市镇。总面积13.84平方公里，总人口2103人，其中男性1054人，女性1049人（2011年12月31日），人口密度152人/平方公里。